# (8885) Sette
(8885) Sette (1994 EL3) – planetoida z pasa głównego asteroid okrążająca Słońce w ciągu 3,7 lat w średniej odległości 2,39 au. Odkryta 13 marca 1994 roku.